# Chinese Basketball Association
Chinese Basketball Association (CBA), (chiń. upr. 中国男子篮球职业联赛; chiń. trad. 中國男子籃球職業聯賽; pinyin Zhōngguó Nánzǐ Lánqiú Zhíyè Liánsài) – chińska zawodowa liga w koszykówce mężczyzn.
Swoją karierę w CBA rozpoczynali m.in. Yao Ming, Wang Zhizhi, Yi Jianlian, Sun Yue, czy Mengke Bate’er.
Jednym z pierwszych amerykańskich koszykarzy, którzy pojawili się w lidze CBA był James Hodges. Miało to miejsce w 1996 roku.
W CBA występowało lub nadal występuje również i kilku uczestników NBA All-Star Game, takich jak: Yao Ming, Stephon Marbury, Steve Francis, Gilbert Arenas, Tracy McGrady, Kenyon Martin, czy Metta World Peace.
W sezonie 2014/15, spośród zawodników z doświadczeniem w NBA, w CBA występowali między innymi: Stephon Marbury, Michael Beasley, Al Harrington, Jordan Crawford, Delonte West, Andray Blatche, Hamed Haddadi, Byron Mullens, Wang Zhizhi, Donté Greene, Yi Jianlian.

## Drużyny w sezonie 2013/2014
| Zespół                                 | Miasto, Region                            | Hala                                 | Trener                                        |
| Northern Division                      | Northern Division                         | Northern Division                    | Northern Division                             |
| -------------------------------------- | ----------------------------------------- | ------------------------------------ | --------------------------------------------- |
| Beijing Shougang Ducks                 | Pekin                                     | Shougang Gymnasium MasterCard Center | Min Lulei                                     |
| Jiangsu Nangang Dragons                | Nankin, Jiangsu                           | Nangang Gymnasium                    | Hu Xuefeng                                    |
| Jiangsu Tongxi Monkey King             | Changzhou, Jiangsu                        | bd.                                  | Xu Qiang                                      |
| Jilin GBT Northeast Tigers             | Changchun, Jilin                          | Changchun Gymnasium                  | Wang Han                                      |
| Liaoning Flying Leopards               | Yingkou, Liaoning                         | Tiexi Gymnasium                      | Guo Shiqiang                                  |
| Qingdao Double Star Eagles             | Qingdao, Shandong                         | Qingdao University Gymnasium         | Ji Minshang                                   |
| Shandong Kingston Lions                | Jinan, Shandong                           | Shandong Arena                       | Gong Xiaobin                                  |
| Shanxi Zhongyu Brave Dragons           | Taiyuan, Shanxi                           | Riverside Sports Arena               | Mike McKee                                    |
| Tianjin Ronggang Gold Lions            | Tianjin                                   | Tianjin Arena                        | Zhang Jian                                    |
| Xinjiang Guanghui Flying Tigers        | Ürümqi, Xinjiang                          | Hongshan Arena                       | Gao Shumin                                    |
| Southern Division                      |                                           |                                      |                                               |
| Bayi Fubang Rockets                    | Ningbo, Zhejiang                          | Youngor Arena                        | Chang Bin Adijan                              |
| Chongqing Black Valley Soaring Dragons | Yuzhong, Chongqing                        | Datianwan Sports Center              | Dragan Raca                                   |
| Dongguan New Century Leopards          | Dalang, Dongguan, Guangdong               | Dalang Arena                         | / Brian Goorjian                              |
| Fujian SBS Sturgeons                   | Jinjiang, Quanzhou, Fujian                | Zuchang Gymnasium                    | Zhu Shilong Konsultant techniczny: J.T. Prada |
| Guangdong Foshan Dralions              | Foshan, Guangdong                         | Foshan Lingnan Mingzhu Gymnasium     | Jiang Xingquan                                |
| Guangdong Hongyuan Southern Tigers     | Dongguan, Guangdong                       | Dongguan Arena                       | Du Feng                                       |
| Szanghaj Dongfang Sharks               | Szanghaj                                  | Shanghai Indoor Stadium              | Wang Yong                                     |
| Sichuan Jinqiang Blue Whales           | Wenjiang, Chengdu, Syczuan                | Wenjiang District Stadium            | Qiu Da-zong                                   |
| Zhejiang Chouzhou Golden Bulls         | Yiwu, Jinhua, Zhejiang Hangzhou, Zhejiang | Meihu Sports Centre                  | Zhang Yongjun                                 |
| Zhejiang Guangsha Lions                | Hangzhou, Zhejiang                        | Hangzhou Gymnasium                   | Li Chunjiang                                  |

## Finały CBA
| Sezon     | Mistrz                    | Wynik | Finalista                 | MVP Finałów     | Noty                                     |
| --------- | ------------------------- | ----- | ------------------------- | --------------- | ---------------------------------------- |
| 1995–1996 | Bayi Rockets              | 3 – 0 | Guangdong Southern Tigers |                 | Rywalizacja do 3 zwycięstw trwała dekadę |
| 1996/97   | Bayi Rockets              | 3 – 0 | Liaoning Hunters          |                 |                                          |
| 1997/98   | Bayi Rockets              | 3 – 0 | Liaoning Hunters          | Cheng Chih-lung |                                          |
| 1998/99   | Bayi Rockets              | 3 – 0 | Liaoning Hunters          |                 |                                          |
| 1999/2000 | Bayi Rockets              | 3 – 0 | Shanghai Sharks           | Wang Zhizhi     |                                          |
| 2000/01   | Bayi Rockets              | 3 – 1 | Shanghai Sharks           | Yao Ming        |                                          |
| 2001/02   | Shanghai Sharks           | 3 – 1 | Bayi Rockets              | Liu Yudong      |                                          |
| 2002/03   | Bayi Rockets              | 3 – 1 | Guangdong Southern Tigers | Liu Yudong      |                                          |
| 2003/04   | Guangdong Southern Tigers | 3 – 1 | Bayi Rockets              | Du Feng         |                                          |
| 2004/05   | Guangdong Southern Tigers | 3 – 2 | Jiangsu Dragons           | Zhu Fangyu      |                                          |
| 2005/06   | Guangdong Southern Tigers | 4 – 1 | Bayi Rockets              | Yi Jianlian     | Wprowadzono rywalizację do 4 zwycięstw   |
| 2006/07   | Bayi Rockets              | 4 – 1 | Guangdong Southern Tigers | Wang Zhizhi     |                                          |
| 2007/08   | Guangdong Southern Tigers | 4 – 1 | Liaoning Hunters          | Zhu Fangyu      |                                          |
| 2008-09   | Guangdong Southern Tigers | 4 – 1 | Xinjiang Flying Tigers    | Zhu Fangyu      |                                          |
| 2009/10   | Guangdong Southern Tigers | 4 – 1 | Xinjiang Flying Tigers    | Zhu Fangyu      |                                          |
| 2010/11   | Guangdong Southern Tigers | 4 – 2 | Xinjiang Flying Tigers    | Wang Shipeng    |                                          |
| 2011/12   | Beijing Ducks             | 4 – 1 | Guangdong Southern Tigers | Li Xuelin       |                                          |
| 2012/13   | Guangdong Southern Tigers | 4 – 0 | Shandong Lions            | Yi Jianlian     |                                          |
| 2013/14   | Beijing Ducks             | 4 – 2 | Xinjiang Flying Tigers    | Randolph Morris |                                          |
| 2014/15   | Beijing Ducks             | 4 – 2 | Liaoning Flying Leopards  | Stephon Marbury |                                          |
| 2015/16   | Sichuan Blue Whales       | 4–1   | Liaoning Flying Leopards  | Hamed Haddadi   |                                          |
| 2016/17   | Xinjiang Flying Tigers    | 4–0   | Guangdong Southern Tigers | Darius Adams    |                                          |
| 2017/18   | Liaoning Flying Leopards  | 4–0   | Zhejiang Guangsha Lions   | Lester Hudson   |                                          |
| 2018/19   | Guangdong Southern Tigers | 4–0   | Xinjiang Flying Tigers    | Yi Jianlian     |                                          |

## Występy w finałach CBA
| Liczba | Zespół                    | W | P | %    | Adnotacje                                                 |
| ------ | ------------------------- | - | - | ---- | --------------------------------------------------------- |
| 12     | Guangdong Southern Tigers | 8 | 4 | 66,7 | Wziął udział w każdym finale od sezonu 2002/03 do 2012/13 |
| 11     | Bayi Rockets              | 8 | 3 | 72,7 | Wziął udział w każdym finale od sezonu 1995/96 do 2003/04 |
| 2      | Beijing Ducks             | 2 | 0 | 100  |                                                           |
| 3      | Shanghai Sharks           | 1 | 2 | 33,3 |                                                           |
| 4      | Liaoning Flying Leopards  | 0 | 4 | 0    |                                                           |
| 4      | Xinjiang Flying Tigers    | 0 | 4 | 0    |                                                           |
| 1      | Jiangsu Dragons           | 0 | 1 | 0    |                                                           |
| 1      | Shandong Lions            | 0 | 1 | 0    |                                                           |

## Statystyki
Na podstawie.

### Ligowi liderzy
| Punkty - 2017 – Jimmer Fredette – 37,6 - 2016 – Jordan Crawford – 43,1 - 2015 – Errick McCollum – 39,6 - 2014 – Jonathan Gibson – 32,5 - 2013 – Shavlik Randolph – 32,5 - 2012 – J.R. Smith – 34,4 - 2011 – Charles Gaines – 33 - 2010 – Andre Emmett – 32 - 2009 – Rodney White – 36,6 - 2008 – Dontae' Jones – 32,3 - 2007 – Anthony Myles – 32,1 - 2006 – Anthony Myles – 32,3 - 2005 – Lee Benson – 37,1 - 2004 – God Shammgod – 27,1 - 2003 – Sun Jun – 33 - 2002 – Liu Yudong – 36,4 - 2001 – Sun Jun – 30,8 - 2000 – Hu Weidong – 32,6 - 1999 – Sun Jun – 31,8 - 1998 – Gong Xiaobin – 27,6 - 1997 – Hu Weidong – 31 - 1996 – Hu Weidong – 28 | Zbiórki - 2017 – Malcolm Thomas – 16,4 - 2016 – Alan Williams – 15,4 - 2015 – Charles Gaines – 16,4 - 2014 – Charles Gaines – 14,4 - 2013 – Donnell Harvey – 16,6 - 2012 – Donnell Harvey – 14,6 - 2011 – Dwayne Jones – 15,8 - 2010 – DeAngelo Collins – 15,4 - 2009 – Olumide Oyedeji – 19,8 - 2008 – Olumide Oyedeji – 16,5 - 2007 – Brandon Crump – 14,4 - 2006 – Reggie Okosa – 14,8 - 2005 – Garth Joseph – 17,5 - 2001 – Yao Ming – 19,4 | Asysty - 2017 – Jamaal Franklin – 8,8 - 2016 – Jamaal Franklin – 10,3 - 2015 – Dominique Jones – 8,3 - 2014 – Osama Daghles – 8,2 - 2013 – Osama Daghles – 9,1 - 2012 – Osama Daghles – 7,3 - 2011 – Osama Daghles – 9,1 - 2010 – Stephon Marbury – 9,5 - 2009 – Lu Xiaoming – 8,8 - 2008 – Lu Xiaoming – 7,5 - 2007 – Wang Bo – 5,3 - 2006 – Liu Wei – 5,8 - 2005 – Hu Xuefeng – 6,8 - 2001 – Hu Weidong – 6,3 |

| Przechwyty - 2017 – Jamaal Franklin – 3,3 - 2016 – Jamaal Franklin – 3,3 - 2015 – Lester Hudson – 3,1 - 2014 – Jerel McNeal – 2,9 - 2013 – Doron Perkins – 2,6 - 2012 – Tim Pickett – 2,9 - 2011 – Hu Xuefeng – 4,1 - 2010 – Chris Williams – 3,8 - 2009 – Lu Xiaoming – 4,5 - 2008 – Lu Xiaoming – 3,8 | Bloki - 2016 – Yuchen Zou – 2,6 - 2016 – Zhou Qi – 3,2 - 2015 – Zhou Qi – 3,3 - 2014 – Zhang Zhaoxu – 2,5 - 2013 – Hamady N’Diaye – 3,9 - 2012 – Xu Zhonghao – 2,3 - 2011 – Hervé Lamizana – 3,6 - 2010 – Hervé Lamizana - 2009 – Keith Closs – 4,5 - 2008 – Hervé Lamizana – 2,9 |

## Rekordy

### Indywidualne – pojedyncze spotkania
| Rekord                  | Rezultat | Zawodnik              | Zespół                    | Mecz                                                | Data            |
| ----------------------- | -------- | --------------------- | ------------------------- | --------------------------------------------------- | --------------- |
| Minuty                  | 67       | Samad Nikkhah Bahrami | Fujian Sturgeons          | Fujian Sturgeons 178–177 Zhejiang Golden Bulls      | 9 lutego 2014   |
| Punkty                  | 75       | Quincy Douby          | Zhejiang Golden Bulls     | Zhejiang Golden Bulls 154–129 Shanxi Brave Dragons  | 2 stycznia 2013 |
| Zbiórki                 | 38       | Garth Joseph          | Shaanxi Kylins            | Shaanxi Kylins 139–88 Shenzhen                      | 20 marca 2002   |
| Asysty                  | 28       | Li Qun                | Guangdong Southern Tigers | Guangdong Southern Tigers 110–101 Nanjing Army      | 2 lutego 2000   |
| Celne rzuty za 3 punkty | 15       | Leon Rodgers          | Jilin Northeast Tigers    | Jilin Northeast Tigers 124–110 Shanxi Brave Dragons | 11 marca 2009   |
| Bloki                   | 13       | Yao Ming              | Shanghai Sharks           | Jilin Northeast Tigers 126–118 Shanghai Sharks      | sezon 2000/01   |
| Bloki                   | 13       | Herve Lamizana        | Tianjin Golden Lions      | Tianjin Golden Lions 113–108 Fujian Sturgeons       | 10 lutego 2010  |
| Bloki                   | 13       | Sean Williams         | Fujian Sturgeons          | Fujian Sturgeons 101–94 Jilin Northeast Tigers      | 26 lutego 2010  |
| Przechwyty              | 13       | Ju Weisong            | Shandong Lions            | Shandong Lions 84–70 Vanguard                       | sezon 1995/96   |
| Przechwyty              | 13       | Zhang Yongjun         | Guangdong Southern Tigers | Bayi Rockets 109–81 Guangdong Southern Tigers       | sezon 1996/97   |
| Przechwyty              | 13       | Hu Xuefeng            | Jiangsu Dragons           | Jiangsu Dragons 135–108 Jilin Northeast Tigers      | 1 grudnia 2004  |
| Wsady                   | 10       | James Hodges          | Liaoning Hunters          | Liaoning Hunters 95–85 Shandong Lions               | sezon 1998/99   |

### Indywidualne – pojedynczy sezon
| Rekord     | Rezultat | Zawodnik        | Zespół                 | Sezon   |
| ---------- | -------- | --------------- | ---------------------- | ------- |
| Punkty     | 1266     | Anthony Myles   | Dongguan Leopards      | 2005/06 |
| Zbiórki    | 727      | Olumide Oyedeji | Beijing Ducks          | 2004/05 |
| Asysty     | 325      | Hu Xuefeng      | Jiangsu Dragons        | 2004/05 |
| 3-punkty   | 189      | Yu Junkai       | Yunnan Bulls           | 2004/05 |
| Bloki      | 126      | Yao Ming        | Shanghai Sharks        | 1999/00 |
| Przechwyty | 246      | Hu Xuefeng      | Jiangsu Dragons        | 2004/05 |
| Wsady      | 140      | Lorenzo Coleman | Xinjiang Flying Tigers | 2005/06 |

### Indywidualne – kariery
Stan po zakończeniu rozgrywek 2010/11.
- punkty: 8387, Liu Yudong
- 3-punkty: 1095, Li Nan
- zbiórki: 4548, Mengke Bate’er
- wsady: 498, Jason Dixon
- asysty: 1807, Hu Xuefeng
- przechwyty: 1313, Hu Xuefeng
- bloki: 736, Wang Zhizhi

### Zespołowe
- Najdłuższy mecz
  - Najdłuższy mecz CBA został rozegrany 9 lutego 2014 roku, pomiędzy Fujian Sturgeons i Zhejiang Golden Bulls. Fujian pokonali Zhejiang 178–177 po pięciu dogrywkach.
- Najwięcej punktów uzyskanych w jednym spotkaniu przez jeden zespół
  - 178 – Fujian Sturgeons vs. Zhejiang Golden Bulls (9 lutego 2014 – 5 dogrywek)
- Największa łączna liczba punktów uzyskanych przez oba zespoły w jednym spotkaniu
  - 355 – Fujian Sturgeons (178) vs. Zhejiang Golden Bulls (177 – 9 lutego 2014 – 5 dogrywek)

## Obcokrajowcy
Obcokrajowcy, którzy rozegrali więcej niż jeden sezon w CBA:
- David Vanterpool – Jilin Northeast Tigers (1997–1999)
- John Spencer – Jiangsu Nangang Dragons (1996/97), Sichuan Pandas (1997/98)
- James Hodges – Liaoning Hunters (1996/97, 1998–2000), Jiangsu Nangang (1997/98)
- Ernest Brown – Liaoning Hunters (2004/05, 2006/07)
- Babacar Camara – Jilin Northeast Tigers (2005–2007)
- Alex Carcamo – Shenzhen Yikang (2000/01), Guangdong Southern Tigers (2001/02)
- Lorenzo Coleman – Xinjiang Flying Tigers (2003–2007)
- Peter Cornell – Zhejiang Horses (2003/04), Guangdong Southern Tigers (2004/05)
- Brandon Crump – Shaanxi Kylins (2005–2007)
- Carlos Dixon – Jiangsu Dragons (2005–2007)
- Jason Dixon – Guangdong Southern Tigers (1998–2001, 2002–2007)
- Ed Elisma – Shandong Lions (2003/04), Henan Dragons (2004/05)
- Terrance Green – Guangdong Southern Tigers (2005–2007)
- Rod Gregoire – Jilin Northeast Tigers (2000–2006)
- Simeon Haley – Jiangsu Dragons (2002–2005)
- Stephen Hart – Shanghai Sharks (2001/02), Jiangsu Dragons (2002/03)
- Chris Herren – Beijing Ducks (2002/03), Jiangsu Dragons (2003/04)
- Garth Joseph – Shaanxi Kylins (2001–2005)
- Justin Love – Beijing Aoshen Olympian (2002–2004)
- Tuck Mack – Shandong Lions (2004–2007)
- Gabe Muoneke – Beijing Aoshen Olympian (2003/04), Zhejiang Lions (2006/07), Yunnan Bulls (2008/09)
- Anthony Myles – Dongguan Leopards (2005–2007)
- Reggie Okosa – Shanghai Sharks (2005–2007)
- Olumide Oyedeji – Beijing Ducks (2003–2005), Liaoning Hunters (2007/08), Shanxi Zhongyu (2008/09), Qingdao Doublestar (2011/12)
- Chris Porter – Fujian Sturgeons (2005–2007)
- Laron Profit – Guangdong Southern Tigers (2002–2004)
- Kit Rhymer – Henan Dragons (2005/06), Fujian Sturgeons (2006/07)
- Soumaila Samake – Zhejiang Horses (2004–2007)
- Alex Scales – Jiangsu Dragons (2002/03), Shanghai Sharks (2004/05)
- Shawnelle Scott – Jiangsu Dragons, Jilin Northeast Tigers (2004/05)
- God Shammgod – Zhejiang Horses (2001–2005), Shanxi Dragons (2006/07)
- Mark Strickland – Zhejiang Horses (2002–2004)
- Damon Stringer – Shanghai Sharks (2000/01), Shaanxi Kylins (2001/02)
- Andre Reid – Liaoning Hunters (1998/99, 2000–2002)
- Stephon Marbury – Shanxi Zhongyu Brave Dragons (2009/10), Foshan Dralions (2010/11), Beijing Jinyu Ducks (2011/12)
- Rony Fahed – Tianjin Ronggang (2009/10, 2011/12)
- Shavlik Randolph – Dongguan Leopards (2011/12), Foshan Dralions (2012–2014)
- Gilbert Arenas – Shanghai Sharks (2012–2014)
- Eugene Jeter – Shandong Lions (2012–2014)
- Ivan Johnson – Qingdao Doublestar (2011), Zhejiang Golden Bulls (2013/14)